# Юрій Хмельницький
Ю́рій Богда́нович Хмельни́цький (у чернецтві — Гедео́н; бл. 1641, Чигирин, нині Черкаська область, Україна — 1685 (?)) — український військовий, політичний і державний діяч. Гетьман Війська Запорозького, очільник Гетьманщини (1659—1663). Князь України-Русі під протекторатом Османської імперії (1677—1681). Представник козацького роду Хмельницьких. Другий син Богдана Хмельницького.
У 1676 році почав титулуватися як «гетьман Війська Запорозького, князь України».

## Біографія

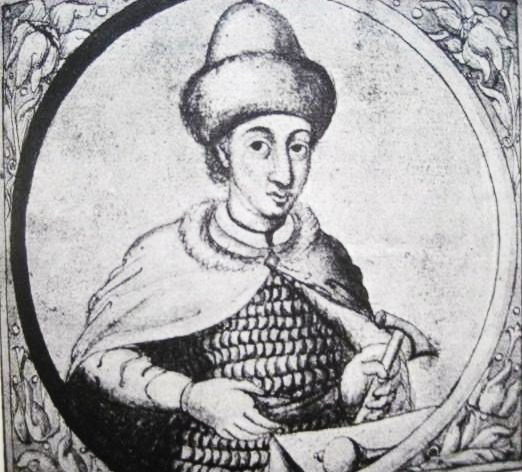
Юрій Хмельницький

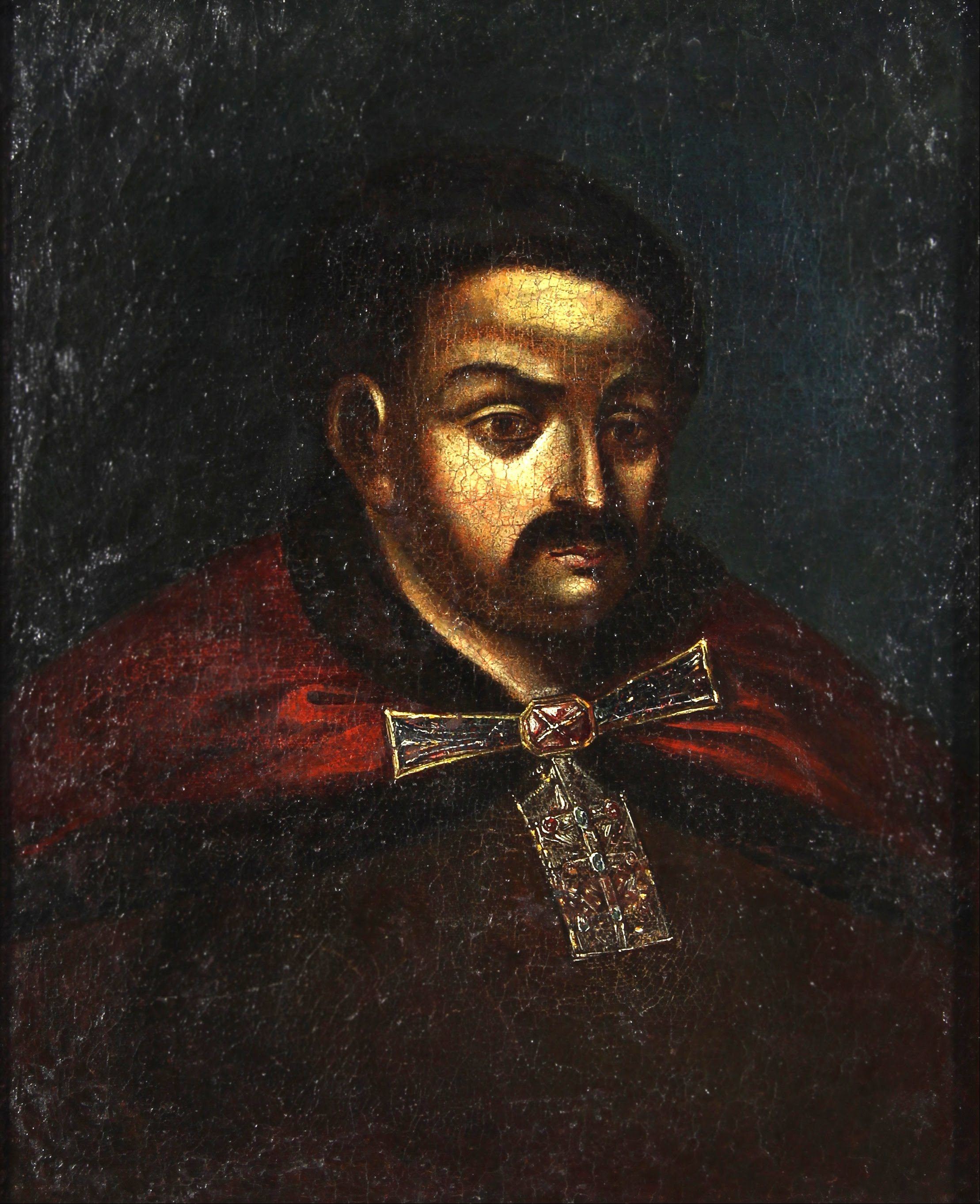
Портрет з музею Івана Гончара, 1840 рр.

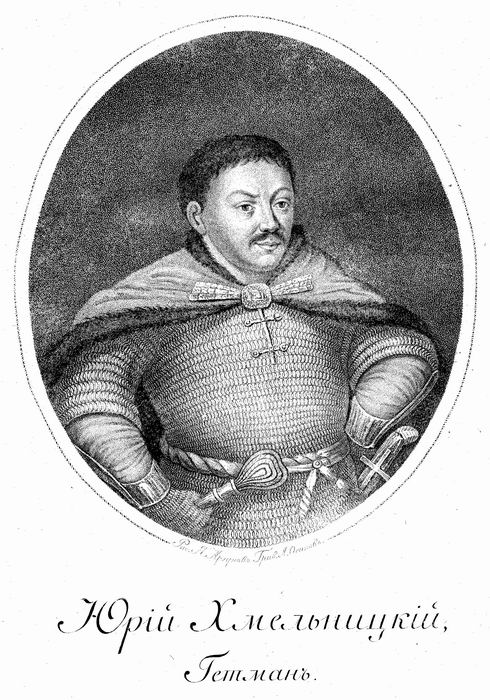
Портрет з репродукції твору XVII ст.

### Молоді роки
Юрій Богданович Хмельницький народився близько 1641 року в Чигирині (нині Черкаська область, Україна, тоді Київське воєводство, Річ Посполита). Мав добрі здібності, з юності володів українською, польською, грецькою та латинською мовами. Читав і писав старослов'янською, глибоко вивчив Святе Письмо. Певний час навчався в Києво-Могилянському колегіумі, але через погіршення здоров'я повернувся до рідного дому, де продовжив навчання під керівництвом Йоаникія Ґалятовського та ченця Києво-Печерської лаври Іларіона Добродіяшка. Однак гетьманич був хворобливим, хворів на епілепсію, що робило його малопридатним для військово-політичної кар'єри. Тим не менш після загибелі свого старшого брата Тимоша він розглядався батьком як спадкоємець гетьманської булави. У 15 років Богдан Хмельницький призначив Юрія наказним гетьманом, доручаючи йому підготовку війська до битви під Ташликом. Під опікою полковників Івана Богуна та Григорія Лесницького він оволодів шаблею та мушкетом і очолив козацький похід на Семиграддя. У квітні 1657 року на раді в Чигирині Богдан Хмельницький домігся передачі влади сину Юрію.

### Гетьманування
Після смерті батька Юрій Хмельницький зрікся від булави і продовжив навчання в Київському колегіумі. На старшинській раді, яка відбулася 23 серпня 1657 року, гетьманом було обрано Івана Виговського, який був при ньому регентом. У вересні 1658 року Виговський уклав з Річчю Посполитою Гадяцький договір, що передбачав формування на території Київського, Чернігівського та Брацлавського воєводств «Великого князівства Руського» як третьої складової федерації. Гадяцька угода ще більше посилила антигетьманські настрої: серед найближчого оточення гетьмана сформувалася опозиція, яка вбачала у його відставці запоруку припинення війни проти Московії. Однак організований Іваном Сірком похід на Аккерман і ногайські улуси у серпні 1659 року завадив Виговському розвинути досягнутий в Конотопській битві успіх і спільно з татарськими ордами вступити на територію Московського царства.
Незадоволена політикою Виговського козацька старшина на чолі з Іваном Богуном об'єдналася навколо Юрія Хмельницького й висунула його на гетьманство. За ініціативою свояка Богдана Хмельницького (брата його дружини) Якима Сомка, котрий від переслідувань гетьмана втік на Дон, 11 вересня 1659 року у Германівці під Києвом була скликана козацька рада, яка позбавила Виговського булави й обрала гетьманом, всупереч сподіванням Сомка, 18-річного Юрія Хмельницького, котрого на раді представляв колишній старший джура його батька Іван Брюховецький. У другій декаді вересня повноваження Хмельницького були підтверджені на раді у Білій Церкві, яка, зібравшись згодом у Жердові (нині — Броварський район Київської області), на базі Березневих статей 1654 року напрацювала проєкт нової угоди з Москвою, що серед іншого передбачала ліквідацію російських гарнізонів по всій Гетьманщині, окрім Києва, непорушність «вольностей, прав і надань», самостійність православної ієрархії і право гетьмана на міжнародні зносини.
Хоча Жердівські статті були відхилені воєводою Олексієм Трубецьким, на скликаній 17 жовтня у Переяславі Генеральній військовій раді, де більшість мала старшина промосковської орієнтації з Лівобережжя на чолі з переяславським полковником Тимішем Цецюрою, а саме місто було оточене царськими полками, він підтвердив гетьманські повноваження Юрія Хмельницького, від котрого домігся відновлення правомочності так званих «Попередніх статей Богдана Хмельницького», що передбачали затвердження гетьмана царським рішенням і позбавляли його права на дипломатичні відносини з іноземними державами, самостійно вступати у війну, призначати й усувати полковників, а розквартирування московських гарнізонів і воєвод коштом місцевого населення планувалось не лише в Києві, але й в Переяславі, Ніжині, Брацлаві та Умані. Окрім цього, Переяславські статті передбачали підпорядкування Київської митрополії Москві і заборону українському духовенству приймати посвяту від Константинопольського патріарха.
Цей договір викликав загальне обурення, і коли у 1660 році московське військо, на боці якого були вимушені воювати й козаки, у війні з Річчю Посполитою зазнало поразки, Хмельницький після поразки під Слободищем перейшов на бік Речі Посполитої, московське військо було змушене до капітуляції під Чудновом.
Юрій уклав 27 жовтня 1660 року з Річчю Посполитою так званий Слободищенський трактат, який розривав союз з Москвою, скасовував Переяславські статті, відновлював союз з Річчю Посполитою й гарантував автономію України, яка зобов'язувалася воювати спільно з військом Речі Посполитої проти Московського царства. Проти цього трактату (апробованого Козацькою радою в Корсуні) за намовою Москви виступили деякі лівобережні полки. Хмельницький ходив на лівобережну Україну з військом з метою об'єднання України. Але був розбитий військами Григорія Ромадановського, що переважали за кількістю, і після цього він не міг згуртувати достатньо війська. За підтримкою Москви у 1660 році наказним гетьманом Лівобережжя, яке перебувало під контролем Московського царства гетьманом обрано Якима Сомка, який гетьманував до 1663 року. В 1663 році московити видали гетьмана Якима Сомка новому гетьману Івану Брюховецькому, який його стратив.
За рішенням Сейму Речі Посполитої 1661 року Юрієві Хмельницькому було надане у власність Гадяцьке староство, хоча практично його територію контролювало Московське царство.

### Постриг в ченці та польський полон
1663 року склав булаву й постригся в ченці Трахтемирівського (Зарубинецького) монастиря (або 13 січня 1663 року Новоскитського монастиря під Чигирином), взяв ім'я Гедеон, перебував в Корсунському монастирі.
У 1664 році військо Речі Посполитої під командуванням Стефана Чарнецького (наказав викинути тіла Богдана Хмельницького та його сина Тимоша з родинної гробниці) сплюндрувало Суботів. Також під його супроводом Київський митрополит та Юрій Хмельницький були відіслані в Мальборський замок. Там вони знаходилися до 1667 року (або січня 1665 р.). Після звільнення (1667) жив в Уманському монастирі.
29 листопада 1665 року підписав у Варшаві з митрополитом Йосифом Тукальським присягу на вірність королю та Речі Посполитій.
Після підписання Андрусівського договору (перемир'я) 1667 року групу українських в'язнів, в тому числі Юрія Хмельницького та київського митрополита Йосифа, було переведено у Варшаву, звідки їм вдалося втекти в Україну. 1669 року Хмельницький полишив монастирські справи й поринув у політичну боротьбу, підтримавши противника гетьмана П. Дорошенка, Петра Суховієнка, а також уманського полковника Михайла Ханенка.

### Турецький ставленик
1669 року під Уманню потрапив у полон до білгородських татар, які відправили його у Білгород, а потім за рішенням гетьмана Петра Дорошенка в Константинополь, де перебував у замку Семи Веж. Одного разу він намагався втекти на волю, але був знятий з високого муру, покараний киями та прикутий до стіни в'язниці.
1677 року був звільнений султаном з в'язниці та прибув в Україну весною того ж року разом з османською армією під командуванням Ібрагіма-паші для агітації серед козаків, людності. Його універсали не виконувались, османський напад на Чигирин був невдалим. Лише у 1678 році турецько-козацьким військам під командуванням великого візира вдалось взяти місто, після чого вони зруйнували його. Відходячи, візир наказав «пацифікувати» Україну; Юрій Хмельницький вирушив вздовж Дніпра на північ, зруйнував Канів, Черкаси, Корсунь, Стеблів та інші міста. Й. Галатовський даремно совістив його, вимагав повернутись до монастиря. Помічником його був син Павла Яненка-Хмельницького, якого звали «Яненченком».
У зверненні до народу титулував себе «Князем сарматським і вождем Війська Запорозького» — «званням», наданим султаном; його столицею був Немирів; його сторожу становили татари та представники кількох інших народів. Війська під проводом Юрія Хмельницького в 1678 році зруйнували Богуслав, населення міста віддали в ясир його союзникам — османам.
У 1678—1679 роках хотів за допомогою османського і татарського війська приєднати Лівобережжя, однак йому не вдалося створити міцної влади. Південне Правобережжя щораз більше знелюднювалося, люди втікали за Дніпро.
У 1930-х роках Мирон Кордуба у своїй статті про нього в Польському біографічному словнику стверджував, що Хмельницький хворів на епілепсію, що негативно відбилося на його вчинках. Зокрема, не перебирав засобами під час відбирання майна, грошей у багатих, покарав смертю трьох полковників (а Яненченко врятувався втечею до Львова). В 1681 році уряд Османської імперії відкликав його до Стамбула. М. Кордуба дотримувався думки про «апокрифічність» інформації про його задушення в Кам'янці-Подільському, яку підтримував А. Роллє, В. Антонович, Равіта-Ґавронський, яка опиралася на звістці одного вірменина.
Про долю Юрія Хмельницького писав Г. Кониський, що 1681 року його заслали в один із грецьких монастирів на острові, що в Егейському морі. За іншою версією Юрій Хмельницький знайшов останній притулок на острові Мальта в одному з тамтешніх монастирів, де й закінчилося його гетьманування.

## Згадка

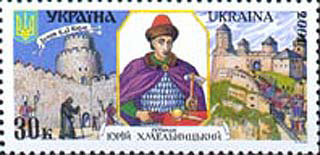
Поштова марка «Юрій Хмельницький»

### У літературі
- «Гетьман, син гетьмана» — повість Юрія Мушкетика;
- «Таємний посол» — тетралогія Володимира Малика.

### У кінематографі
- «Гетьман»[9] (фільм режисера Валерія Ямбурського, 2015).